# Ogun Challenger
L'Ogun Challenger è stato un torneo professionistico di tennis giocato su campi in cemento. Faceva parte dell'ATP Challenger Series. Si giocava annualmente a Ogun in Nigeria.

## Albo d'oro

### Singolare
| Anno | Campione         | Finalista       | Punteggio     |
| ---- | ---------------- | --------------- | ------------- |
| 1981 | Craig Wittus     | Mark Vines      | 2–6, 6–3, 6–0 |
| 1982 | Non disputato    | Non disputato   | Non disputato |
| 1983 | Larry Stefanki   | Mike Barr       | 5–7, 6–3, 8–6 |
| 1984 | Non disputato    | Non disputato   | Non disputato |
| 1985 | Gianni Ocleppo   | Mark Wooldridge | 6–4, 6–1      |
| 1986 | Stanislav Birner | Anthony Lane    | 7–6, 6–4      |

### Doppio
| Anno | Campioni                       | Finalisti                           | Punteggio     |
| ---- | ------------------------------ | ----------------------------------- | ------------- |
| 1981 | Ian Harris Craig Wittus        | Guy Fritz Harry Fritz               | 7–6, 7–6      |
| 1982 | Non disputato                  | Non disputato                       | Non disputato |
| 1983 | Robin Drysdale Haroon Ismail   | Hans-Peter Kandler Gerald Mild      | 4–6, 7–6, 9–7 |
| 1984 | Non disputato                  | Non disputato                       | Non disputato |
| 1985 | Chris Dunk Charles Buzz Strode | Egan Adams Mark Wooldridge          | 7–5, 2–6, 6–3 |
| 1986 | Tony Mmoh Jarek Srnensky       | Jean-Philippe Fleurian Todd Witsken | 6–7, 6–0, 7–5 |